# تلمبه مزرعه ایمان
تلمبه مزرعه ایمان، یک منطقه مسکونی از توابع بخش نگار، شهرستان بردسیر در استان کرمان ایران است.

## جمعیت
این روستا در دهستان نارپ قرار دارد و براساس سرشماری مرکز آمار ایران در سال ۱۳۹۵، جمعیت آن ۴۳ نفر (۱۱ خانوار) بوده‌است.